# Stormfall: Age of War
Stormfall: Age of War est jeu vidéo mobile de stratégie en temps réel massivement multijoueur, créé en 2012 par Plarium puis déplacé sur Facebook en novembre de la même année. Cette franchise de jeu s’est construite sur les précédents titres Facebook de Plarium. Plarium, qui possède une base globale de joueurs inscrits de 250 millions de joueurs, a introduit Stormfall: Rise of Balur en tant que suite de Stormfall: Age of War. 

## Accueil
Le jeu est devenu l'un des vingt jeux à plus forte croissance sur Facebook à l'échelle mondiale, selon Julien Codorniou, responsable des partenariats de plateformes européennes de Facebook en 2013. Pete Davison d'Adweek a appelé Stormfall « un ajout très solide à la gamme grandissante de titres de stratégie mid-core sur le réseau social ».